# Oscarsgalan 1963
Oscarsgalan 1963 som hölls 8 april 1963 var den 35:e upplagan av Oscarsgalan där det prestigefyllda amerikanska filmpriset Oscar delades ut till filmer som kom ut under 1962.

## Priskategorier

### Bästa film
Vinnare:
Lawrence av Arabien - Sam Spiegel
Övriga nominerade:
Den längsta dagen - Darryl F. Zanuck
Music Man - Morton DaCosta
Myteriet på Bounty - Aaron Rosenberg
Skuggor över södern - Alan J. Pakula

### Bästa manliga huvudroll
Vinnare:
Skuggor över södern - Gregory Peck
Övriga nominerade:
Fången på Alcatraz - Burt Lancaster
Dagen efter rosorna - Jack Lemmon
Divorzio all'italiana - Marcello Mastroianni
Lawrence av Arabien - Peter O'Toole

### Bästa kvinnliga huvudroll
Vinnare:
Miraklet - The Miracle Worker - Anne Bancroft (närvarade inte vid ceremonin)
Övriga nominerade:
Vad hände med Baby Jane? - Bette Davis
Lång dags färd mot natt - Katharine Hepburn
Ungdoms ljuva fågel - Geraldine Page
Dagen efter rosorna - Lee Remick

### Bästa manliga biroll
Vinnare:
Ungdoms ljuva fågel - Ed Begley
Övriga nominerade:
Vad hände med Baby Jane? - Victor Buono
Fången på Alcatraz - Telly Savalas
Lawrence av Arabien - Omar Sharif
Billy Budd - Terence Stamp

### Bästa kvinnliga biroll
Vinnare:
Miraklet - The Miracle Worker - Patty Duke
Övriga nominerade:
Skuggor över södern - Mary Badham
Ungdoms ljuva fågel - Shirley Knight
Hjärntvättad - Angela Lansbury
Fången på Alcatraz - Thelma Ritter

### Bästa regi
Vinnare:
Lawrence av Arabien - David Lean
Övriga nominerade:
Divorzio all'italiana - Pietro Germi
Skuggor över södern - Robert Mulligan
Miraklet - The Miracle Worker - Arthur Penn
David och Lisa - Frank Perry

### Bästa originalmanus
Vinnare:
Divorzio all'italiana - Ennio De Concini, Alfredo Giannetti, Pietro Germi
Övriga nominerade:
Det fördolda - Charles Kaufman (manus/berättelse), Wolfgang Reinhardt (manus)
I fjol i Marienbad - Alain Robbe-Grillet
Älskling, jag ger mig - Stanley Shapiro, Nate Monaster
Såsom i en spegel - Ingmar Bergman

### Bästa manus efter förlaga
Vinnare:
Skuggor över södern - Horton Foote (närvarade inte vid ceremonin)
Övriga nominerade:
David och Lisa - Eleanor Perry
Lawrence av Arabien - Robert Bolt, Michael Wilson
Lolita - Vladimir Nabokov
Miraklet - The Miracle Worker - William Gibson

### Bästa foto (färg)
Vinnare:
Lawrence av Arabien - Freddie Young
Övriga nominerade:
Gypsy - Harry Stradling Sr.
Hatari! - Russell Harlan
Myteriet på Bounty - Robert Surtees
Bröderna Grimms underbara värld - Paul Vogel

### Bästa foto (svartvitt)
Vinnare:
Den längsta dagen - Jean Bourgoin, Walter Wottitz
Övriga nominerade:
Fången på Alcatraz - Burnett Guffey
Skuggor över södern - Russell Harlan
Two for the Seesaw - Ted D. McCord
Vad hände med Baby Jane? - Ernest Haller

### Bästa scenografi (svartvitt)
Vinnare:
Skuggor över södern - Alexander Golitzen, Henry Bumstead, Oliver Emert
Övriga nominerade:
Dagen efter rosorna - Joseph C. Wright, George James Hopkins
Den längsta dagen - Ted Haworth, Léon Barsacq, Vincent Korda, Gabriel Béchir
Vilse i lustgården - George W. Davis, Edward C. Carfagno, Henry Grace, Richard Pefferle
The Pigeon That Took Rome - Hal Pereira, Roland Anderson, Sam Comer, Frank R. McKelvy

### Bästa scenografi (färg)
Vinnare:
Lawrence av Arabien - John Box, John Stoll, Dario Simoni
Övriga nominerade:
Music Man - Paul Groesse, George James Hopkins
Myteriet på Bounty - George W. Davis, J. McMillan Johnson, Henry Grace, Hugh Hunt
Älskling, jag ger mig - Alexander Golitzen, Robert Clatworthy, George Milo
Bröderna Grimms underbara värld - George W. Davis, Edward C. Carfagno, Henry Grace, Richard Pefferle

### Bästa kostym (svartvitt)
Vinnare:
Vad hände med Baby Jane? - Norma Koch
Övriga nominerade:
Dagen efter rosorna - Donfeld
Mannen som sköt Liberty Valance - Edith Head
Miraklet - The Miracle Worker - Ruth Morley
Phaedra - Theoni V. Aldredge

### Bästa kostym (färg)
Vinnare:
Bröderna Grimms underbara värld - Mary Wills
Övriga nominerade:
Äventyr i Paris - Bill Thomas
Gypsy - Orry-Kelly
Music Man - Dorothy Jeakins
Min geisha - Edith Head

### Bästa ljud
Vinnare:
Lawrence av Arabien - John Cox (Shepperton SSD)
Övriga nominerade:
Äventyr i Paris - Robert O. Cook (Walt Disney SSD)
Music Man - George Groves (Warner Bros. SSD)
Älskling, jag ger mig - Waldon O. Watson (Universal City SSD)
Vad hände med Baby Jane? - Joseph D. Kelly (Seven Arts-Warner Bros. Glen Glenn Sound Department)

### Bästa klippning
Vinnare:
Lawrence av Arabien - Anne V. Coates
Övriga nominerade:
Den längsta dagen - Samuel E. Beetley
Hjärntvättad - Ferris Webster
Music Man - William H. Ziegler
Myteriet på Bounty - John McSweeney Jr.

### Bästa specialeffekter
Vinnare:
Den längsta dagen - Robert MacDonald (visuella), Jacques Maumont (hörbara)
Övriga nominerade:
Myteriet på Bounty - A. Arnold Gillespie (visuella), Milo B. Lory (hörbara)

### Bästa sång
Vinnare:
Dagen efter rosorna - Henry Mancini (musik), Johnny Mercer (text) för "Days of Wine and Roses"
Övriga nominerade:
Myteriet på Bounty - Bronislau Kaper (musik), Paul Francis Webster (text) för "Love Song from Mutiny on the Bounty (Follow Me)"
Two for the Seesaw - André Previn (musik), Dory Previn (text) för "Song from Two for the Seesaw (Second Chance)"
Tender Is the Night - Sammy Fain (musik), Paul Francis Webster (text) för "Tender Is the Night (1962)"
Den heta vägen - Elmer Bernstein (musik), Mack David (text) för "Walk on the Wild Side"

### Bästa filmmusik
Vinnare:
Lawrence av Arabien - Maurice Jarre
Övriga nominerade:
Det fördolda - Jerry Goldsmith
Myteriet på Bounty - Bronislau Kaper
I djävulens tjänst - Franz Waxman
Skuggor över södern - Elmer Bernstein

### Bästa originalmusik
Vinnare:
Music Man - Ray Heindorf
Övriga nominerade:
Sol och vår och kär - George Stoll
Gigot - Michel Magne
Gypsy - Frank Perkins
Bröderna Grimms underbara värld - Leigh Harline

### Bästa kortfilm
Vinnare:
Heureux anniversaire - Pierre Étaix, Jean-Claude Carrière
Övriga nominerade:
Big City Blues - Martina Huguenot van der Linden, Charles Huguenot van der Linden
The Cadillac - Robert Clouse
The Cliff Dwellers - Hayward Anderson
Pan - Herman van der Horst

### Bästa animerade kortfilm
Vinnare:
The Hole - John Hubley, Faith Hubley
Övriga nominerade:
Icarus Montgolfier Wright - Jules Engel
Now Hear This -  (Warner Bros.)
Self Defense... for Cowards - William L. Snyder
A Symposium on Popular Songs - Walt Disney

### Bästa dokumentära kortfilm
Vinnare:
Dylan Thomas - Jack Howells
Övriga nominerade:
The John Glenn Story - William L. Hendricks
The Road to the Wall - Robert Saudek

### Bästa dokumentärfilm
Vinnare:
Black Fox: The True Story of Adolf Hitler - Louis Clyde Stoumen
Övriga nominerade:
Alvorada - Hugo Niebeling

### Bästa utländska film
Vinnare:
Les dimanches de Ville d'Avray (Frankrike)
Övriga nominerade:
Ilektra (Grekland)
Le quattro giornate di Napoli (Italien)
O Pagador de Promessas (Brasilien)
Tlayucan (Mexico)

### Jean Hersholt Humanitarian Award
Steve Broidy